# القوات البرية الإماراتية
كجزء من جيش دولة الإمارات العربية المتحدة، فإن جيش الإمارات العربية المتحدة مسؤول عن العمليات البرية.

## التاريخ
استخدمت قوة دفاع الاتحاد في مناسبتين في الشارقة. إنها موجودة لتعزيز السياسات الخارجية والداخلية لهيئتها الحاكمة والدفاع عن تلك الهيئة والأمة التي تمثلها من العدوان الخارجي والداخلي، وغالبًا ما يتم التعامل مع مصطلحي «القوات المسلحة» و«العسكرية» بشكل مترادف، على الرغم من أن الاستخدام التقني يعتبر تمييز يتم صنعه في بعض الأحيان حيث قد تشمل القوات المسلحة للبلد قواته العسكرية وغيرها من القوات شبه العسكرية. القوة المسلحة هي استخدام القوات المسلحة لتحقيق الأهداف السياسية.

### النزاعات الحدودية بين الشارقة والفجيرة
في فبراير 1973 في أعقاب حرب حدودية قصيرة بين رجال القبائل البدوية المسلحين من كل من إمارة الشارقة وإمارة الفجيرة على مساحة من الأراضي المتنازع عليها تغطي ربع فدان وتشمل آبار المياه وأشجار النخيل. قُتل 22 شخصًا وأصيب 12 آخرون قبل أن تتمكن قوات الجبهة من فرض وقف لإطلاق النار.

### حرب الخليج
خلال الحرب ضد العراق، ذكرت القوات الإماراتية أنها نشرت عدة آلاف من الرجال في هذا الاشتباك. شارك UDF في الصراع كجزء من دول مجلس التعاون الخليجي، كجزء من قوة درع الجزيرة التي تقدمت إلى مدينة الكويت. قصف الطيران العسكري الأمريكي المواقع العراقية من الإمارات العربية المتحدة، والسفن الأمريكية تعمل خارج موانئ الإمارات العربية المتحدة على طول ساحل الخليج العربي. كما نفذ سلاح الجو الإماراتي ضربات ضد القوات العراقية. تم الإبلاغ عن ست وفيات قتالية في الإمارات نتيجة لهذه المعارك.[بحاجة لمصدر]

### حرب اليمن 2015 - حتى الآن
خلال الحرب الأهلية اليمنية عام 2015م، تدخل جيش الإمارات العربية المتحدة (جنباً إلى جنب مع جنود الجيش السعودي) لدعم المقاتلين الموالين للنظام المخلوع من عبد ربه منصور هادي ضد المتشددين الحوثيين. ساعدت القوات الإماراتية المقاتلين المناهضين للحوثيين في إعادة السيطرة على مدينة عدن الساحلية اليمنية الاستراتيجية الجنوبية وكذلك قاعدة العند الجوية، وهي أكبر قاعدة جوية في اليمن.[بحاجة لمصدر]
في 4 سبتمبر 2015، عانى الجيش من أكبر خسائره في التاريخ الحديث، حيث فقد 52 جنديًا في الحرب في اليمن جراء ضربة صاروخية باليستية تكتيكية. قامت الإمارات منذ ذلك الحين بنشر لواء كامل المدرعة في اليمن.[بحاجة لمصدر]
حتى مايو 2017، عانت قوات الإمارات من 89 ضحية.[بحاجة لمصدر]